# Prince Ea
Prince Ea (* 16. September 1988 in St. Louis, Missouri, bürgerlich Richard Williams) ist ein US-amerikanischer Spoken-Word-Künstler, Dichter und YouTuber.

## Leben und Werk
Richard Williams wurde als jüngstes von drei Kindern geboren. Nach seinem Bachelor-Abschluss in Anthropologie an der University of Missouri–St. Louis verfolgte er zunächst eine Karriere als Hip-Hop-Musiker und nannte sich dabei Prince Ea. Das Wort Ea bedeutet, dass er ein effektiver Altruist ist.
Ende 2008 stellte Prince Ea das Mixtape „The Adolescence“ zum kostenlosen Download bereit. Einige Tage später nahm er ein Amateurvideo von sich selbst auf und nahm an einem Wettbewerb des Vibe-Magazins mit dem Titel „VIBE Verses“ teil. Er wurde zum „Grand Champion“ der VIBE Verses erklärt und erhielt Musikaufzeichnungsgeräte im Wert von 5000 US-Dollar sowie einen ganzseitigen Artikel im Vibe-Magazin. 2009 gewann er einen Funk-Volume-Wettbewerb, womit er zum ersten Hip-Hop-Künstler wurde, der im Discover-Magazin vertreten war.
Ende 2009 startete Prince Ea die „Make S.M.A.R.T Cool“-Bewegung, um Werte wie Intelligenz, freies Denken, Einigkeit und Kreativität in der Hip-Hop-Musik und -Kultur zu fördern. SMART ist hierbei ein Akronym für Sophisticating Minds And Revolutionizing Thought. Das Ziel der Bewegung sei laut eigener Website „promote intelligence to everyone, everywhere and integrate it with hip-hop. To create and nurture, without discrimination or preference, a community of free-thinking individuals under the singular purpose of promoting the ideals of education, intelligence, unity and creativity throughout the world at large.“
2011 rappte Prinz Ea und produzierte dazu einige Videos, die er auf der Website WorldStarHipHop publizierte. 2014 verlagerte er seinen Fokus von der Musik auf die Produktion motivierender und inspirierender Spoken-Word-Filme und -Inhalte. Diese Arten von Videos umfassten unter anderem Themen wie Umweltschutz, Rassismus, Work-Life-Balance, Spiritualität und das Schulsystem. Dabei führte er Texte wie Tao Te Ching und Bhagavad Gita als Inspiration an. Letztlich brachte ihm die Abwendung vom reinen Hip-Hop und die Hinwendung zu Themen wie Glück und Erfüllung den Erfolg und die Reichweite, die er als Musiker nicht hatte.
Prince Ea betreibt neben seinem YouTube-Kanal auch einen Instagram- und einen Facebook-Account, alle drei mit Abonnenten-Zahlen im Millionenbereich.
Zu seinen bekanntesten Videos zählen Dear Future Generations: Sorry, in dem er 2015 darauf aufmerksam machen wollte, was aus den Ressourcen der Erde für Geld gemacht wird und I Just Sued the School System, in dem er 2016 das US-amerikanische Schulsystem kritisiert, welches die individuellen Fähigkeiten von Schülern nicht hinreichend beachte und fördere. 2017 nahm er einen Werbespot für ein Unternehmen auf, das DNA-Tests zur Klärung der genetischen Abstammung anbietet. Darin thematisierte er sein Testergebnis, demnach seine Vorfahren zu gut 70 % aus Westafrika und knapp 30 % aus Europa stammen, was Anlass zur Betrachtung von „race“ als soziales Konstrukt biete.

## Kritik
Prince Ea wurde dafür kritisiert, dass er seiner Community häufig in seinen Videos vorschlägt, weniger Zeit im Internet zu verbringen, obwohl er selbst 10 bis 20 Mal am Tag neue Beiträge auf seinen Social-Media-Konten hochlädt. Außerdem wurde er dafür kritisiert, seinen Namen unter die Zitate anderer Leute zu schreiben und diese als seine eigenen auf seiner Instagram-Seite zu veröffentlichen. Eines seiner Videos mit dem Titel You Are Not Depressed, in dem er darauf aufmerksam machen will, dass Depression lediglich eine Erfahrung sei, wurde von einigen Nutzern negativ aufgenommen. Insbesondere der Satz „You are the sky. Depression, frustration, sadness — these are passing clouds. They come, [and] [...] go“ („Du bist der Himmel. Depression, Frustration, Traurigkeit - das sind vorbeiziehende Wolken. Sie kommen [und] [...] gehen“) wurde kontrovers diskutiert.

## Diskografie
- Out Here On My Own (2010)
- Hollow Cost (2010)
- Different Girl (2011)
- Effortless (2011)
- Fall Back (2013)
- Identity Crisis (2014)

## Auszeichnungen/Nominierungen
- 2008: Vibe: Vibe Verses Contest (gewonnen)
- 2009: Funk Volume: „Don't F**k Up Our Beats“ Contest (gewonnen)
- 2010: Discover: magazine feature
- 2011: Magnum Trojan Live Large Contest (gewonnen)
- 2011: Riverfront Times contest - Best Hip-Hop artist
- 2011: Juicy J underground search contest (gewonnen)
- 2011: Jae Millz Contest (gewonnen)
- 2016: Film4Climate contest (gewonnen)[24]